# Poststuk

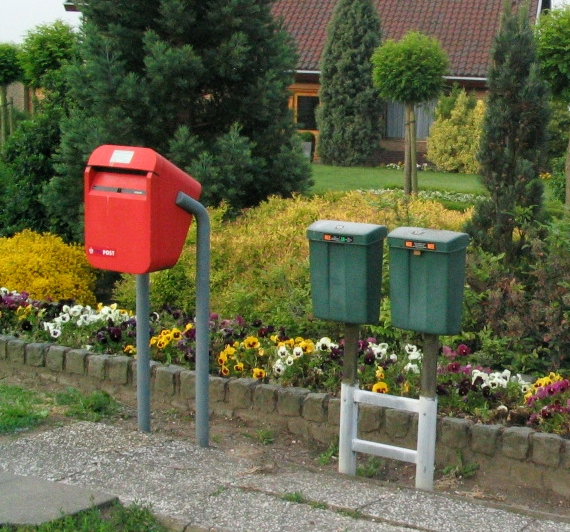
Post tussen bussen (2005)

Een poststuk is een briefkaart, brief, tijdschrift of pakket dat via een derde, meestal een gespecialiseerd postbedrijf, tegen betaling, bij de ontvanger bezorgd (in jargon: "besteld") wordt.
Een postbedrijf heeft soms regels waarmee een dikke brief onderscheiden wordt van een klein pakket. Als een poststuk door de gleuf van de brievenbus van het postbedrijf past (en ook afhankelijk van de postdienst) kan men het frankeren en in de bus gooien, anders moet men naar een postkantoor. De brievenbus wordt geleegd, de post wordt gesorteerd, gedistribueerd en bezorgd door een gespecialiseerd bedrijf, zoals PostNL in Nederland en bpost in België. Bij bezorging (in jargon: "bestelling") wordt de brief door de postbode in de brievenbus van de geadresseerde gedeponeerd. Als het poststuk niet door de brievenbus kan of als er een handtekening verlangd wordt reikt de postbode het aan de bewoner uit. Is deze niet thuis, dan wordt een bericht achtergelaten zodat het pakket op het postkantoor of bij een andere bewoner in hetzelfde gebouw (in flats) kan worden opgehaald.

## Geschiedenis
Vroeger werd in Nederland onderscheid gemaakt tussen een brief in een gesloten envelop en drukwerk in een open envelop; van dat laatste was het posttarief lager. Zo viel bijvoorbeeld een ansichtkaart in een open envelop onder "drukwerk" als er alleen de naam en adres van geadresseerde en afzender en een korte groet of wens op geschreven waren, maar gold deze als brief als er meer tekst op was geschreven. Bij een papier met gedrukte tekst kon er van worden uitgegaan dat dit een standaardtekst was die vele malen werd verstuurd. Door de opkomst van computers en moderne printers zou dit onderscheid nu niet meer zo duidelijk zijn, behalve als de verschillende exemplaren door één afzender tegelijk aan de postdienst worden aangeboden.
Sinds het begin van de 19e eeuw bestond er in Nederland lange tijd een wettelijk monopolie op de verzending van poststukken tot 500 gram. De enige die deze poststukken mocht verzenden is de Administratie der Posterijen en Telegrafieën, de latere PTT. 
Op 1 juni 2000 werd het wettelijk monopolie op de verzending van poststukken verlaagd van 500 gram naar 100 gram. Op 1 januari 2006 werd dit verder verlaagd van 100 gram naar 50 gram. Tot 1 april 2009 had TNT Post het monopolie op de verzending van poststukken tot 50 gram. Vanaf deze datum mogen ook andere aanbieders deze poststukken versturen, naast de andere poststukken waarvan de verzending al eerder geliberaliseerd was.

## Etymologie
Het woord post is afgeleid van het Franse poste = plek waar mensen of paarden gestationeerd zijn (1598),
Italiaans posto = station (16e eeuw), afgeleid van vulgair Latijn *postum < positum (geplaatst, van
ponere). Het gebruik in verband met posterijen stamt uit 1657.
De Grieken spreken van tachydromeio (=snelloperij) waar zij post bedoelen, de Spanjaarden van correos, hetgeen dezelfde notie uitdrukt.
Voor het Engelstalige begrip, zie e-mail.

## Online-post
Een nieuwe ontwikkeling op het gebied van post is websites die de mogelijkheid bieden om online een brief te maken en te versturen. De brieven worden op bestelling gedrukt en op de post gedaan. Zowel in Nederland als wereldwijd zijn er een aantal sites die deze mogelijkheid bieden.

## Postpakket

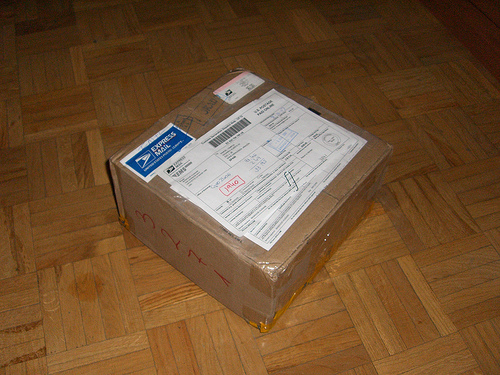
Spaans postpakket (2009)

Het versturen van postpakketten wordt pakketpost genoemd. Er zijn bedrijven die daarin gespecialiseerd zijn, zoals PostNL, TNT Express, DHL en UPS.
In Nederland geldt dat men van een postpakket spreekt als:
- Het pakket een lengte heeft van meer dan 38 cm, een breedte van meer dan 26,5 cm of een dikte van meer dan 3,2 cm;
- Het gewicht meer is dan 2 kg.

In België zijn op 1 augustus 2007 de minimale afmetingen van een postpakket (men spreekt gewoonlijk van een pakje) aangepast als volgt:
- Het pakket heeft een lengte van meer dan 35 cm, een breedte van meer dan 23 cm of een dikte van meer dan 3 cm.
- Het gewicht is meer dan 2 kg voor nationale zendingen. Voor internationale zendingen is er geen gewichtseis.

Zijn de afmetingen kleiner, dan spreekt men van een brievenbuspakket(je)/-pakje/-doos of gewoon van een brief. Als een te verzenden artikel in een dunne doos past is het uiteraard efficiënt die ook te gebruiken, zodat die bij de geadresseerde in de brievenbus kan en deze er dus niet voor thuis hoeft te blijven, of het alsnog ergens moet ophalen, bijvoorbeeld in een pakketbrievenbus.
Wordt een van bovengenoemde maten of gewichten overschreden dan spreekt men dus van een pakket.

### Bedrijven
Bedrijven die pakketten bezorgen zijn onder andere: PostNL, Sandd, bpost, DPD (Direct Parcel Distribution), DHL, Selektvracht, GLS, UPS (United Parcel Service) en TNT Express.